# 二氯化钌
二氯化钌是一种无机化合物，化学式为RuCl2。它可由金属钌和氯气在一氧化碳的存在下反应得到，或通过三氯化钌和氢气在铂黑和氯化氢的存在下于乙醇中反应得到：
{\displaystyle {\mathsf {Ru+Cl_{2}\ \xrightarrow {CO} \ RuCl_{2}}}}
{\displaystyle {\mathsf {2RuCl_{3}+H_{2}\ \xrightarrow {Pt,HCl} \ 2RuCl_{2}+2HCl}}}
它可以进一步被氢还原为单质钌。它可以和芳烃形成配合物。